# Memotron
Le memotron est un mellotron virtuel, basé sur des échantillons numérisés à partir des sons du clavier d'origine. Fabriqué par Manikin Electronic, il a fait sa première apparition au salon NAMM en 2006.
Il est utilisé par Jordan Rudess dans de nombreux spectacles avec Dream Theater.
Rick Wakeman l'utilise sur scène, notamment deux d'entre eux sur The Six Wives of Henry VIII Live at Hampton Court Palace en 2009.